# Тунельна балка

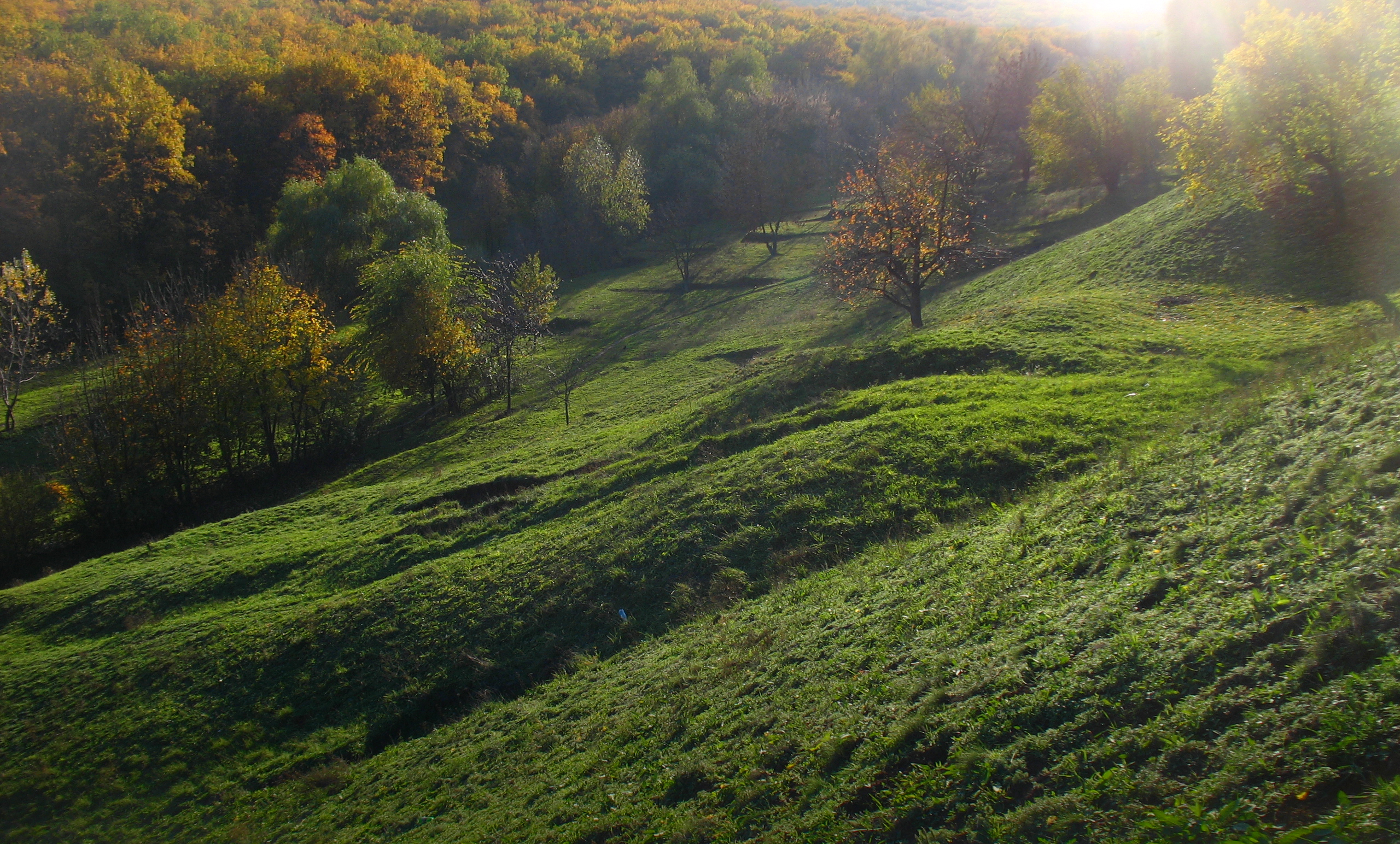
Краєвид на Тунельну балку

Тунельна балка (Урочище Тунельна балка, до 1927 року Широка балка) — балка  (струмок) у південно-східній частині Соборного району міста Дніпро між вулицею Космічною та проспектом Науки. 
У низовині балки розташований міський район й козацьке селище Мандриківка. На північних схилах розташована частково Мандриківка й катеринославська місцевість Міські дачі, що пролягає вздовж проспекту Науки. Балкою пролягає залізнична лінія, на який знаходиться платформою Тунельна. На південних схилах розташована частково Мандриківка та мікрорайон «Сокіл». 
Тунельна балка має протяжність понад 2 км, а завширшки  досягає в середньому 1 км. Балка в народі має назву посадка, оскільки ліс висаджений тут був людьми, спеціально для того, що б прикрасити степовий пейзаж Придніпров'я. Балка має неймовірно складний рельєф, вона повністю порізана струмками, що зливаються в один та вибалками. У північній її частині місцеві жителі випасають коней. Сучасній назві завдячує прокладеному у 1930-ті роки залізничному тунелю у вищій, західній частині балки.
З радянських часів у балці планувалося побудувати міський зоопарк.
У балці була розташована траса з мотокросу для змагань по бездоріжжю. На початку 2000-х років на її місці був зведений гірськолижний схил.

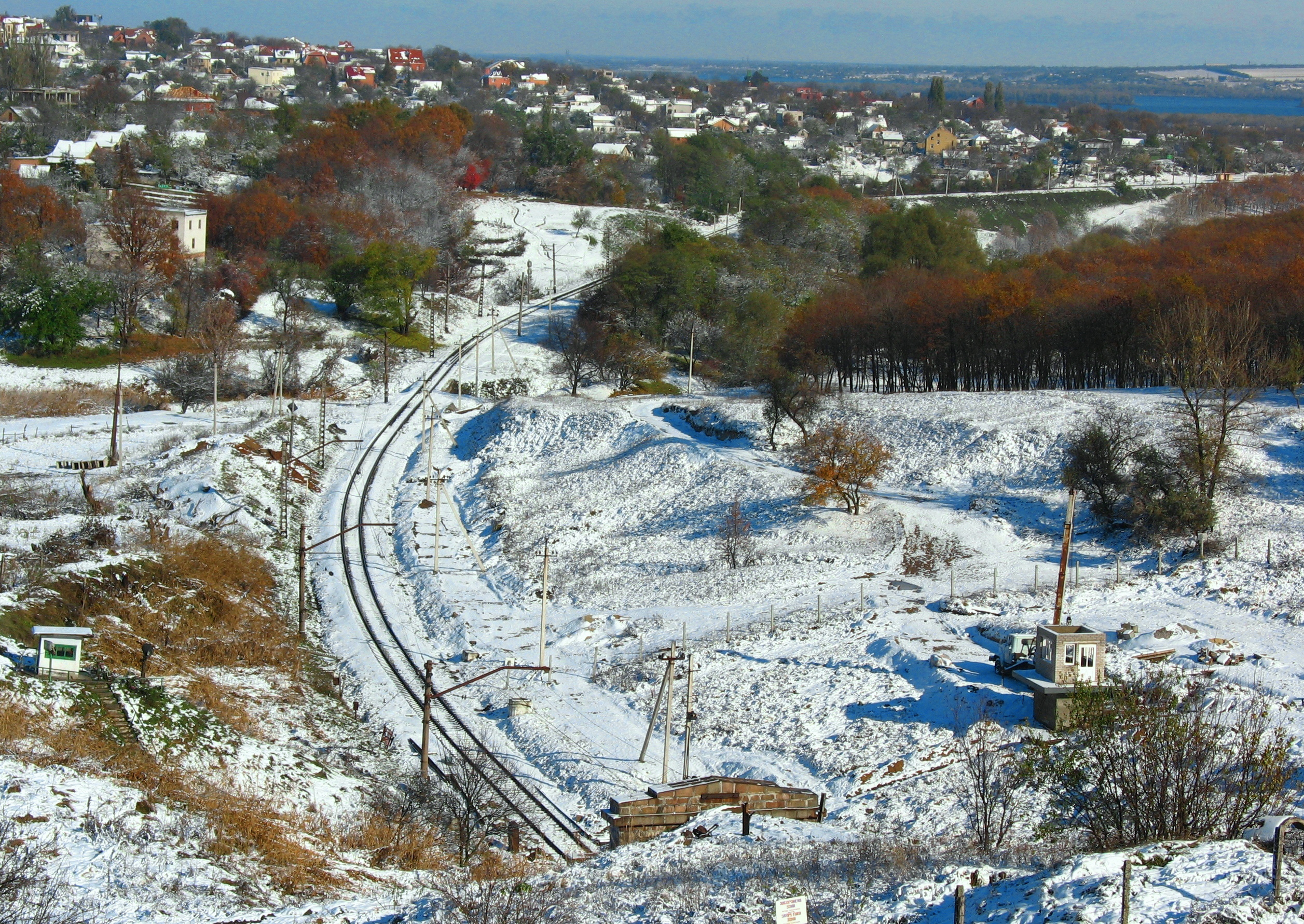
Перший сніг у Тунельній балці (листопад 2006)
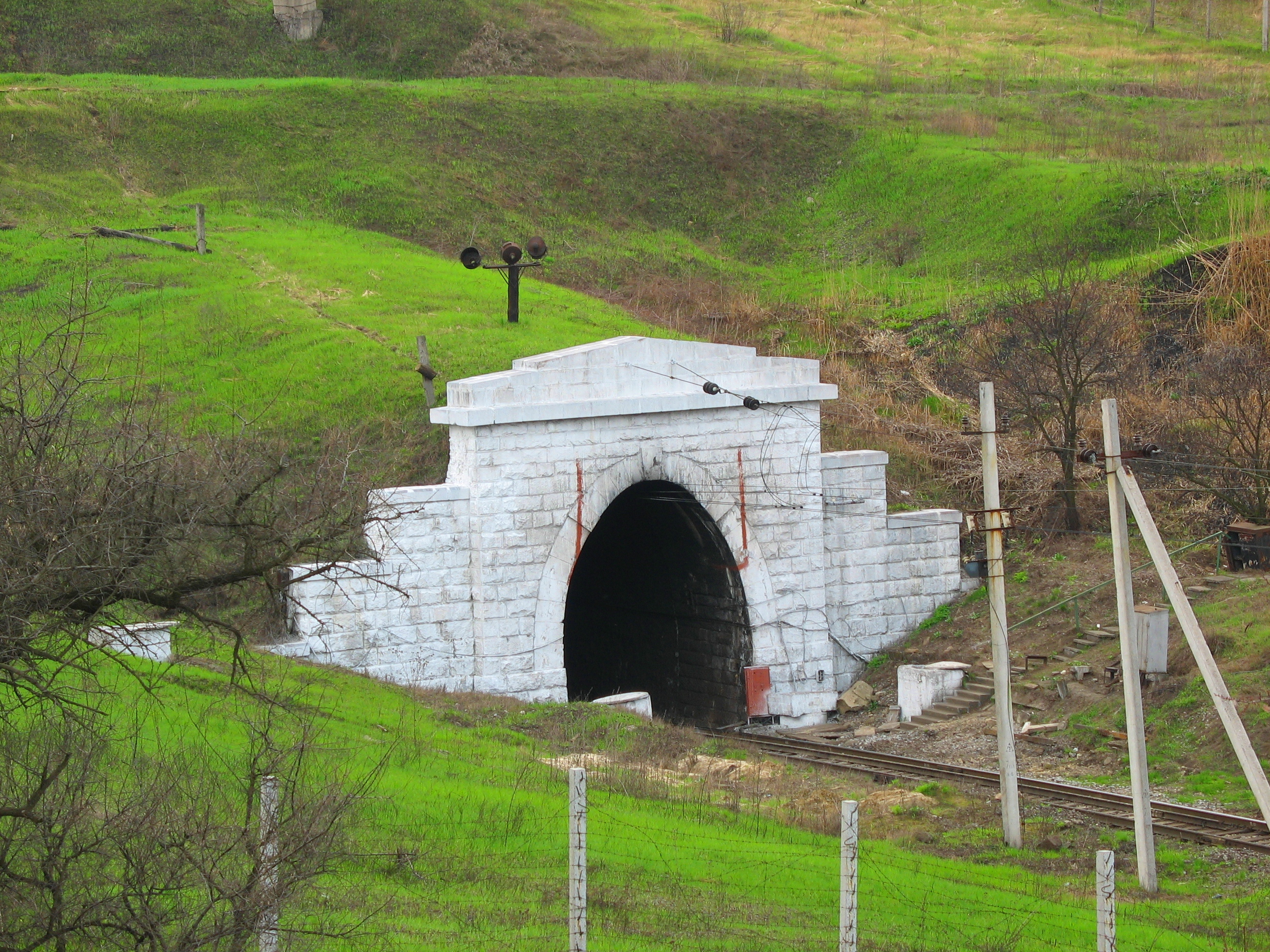
Північній портал Лоцманського тунелю (2006)
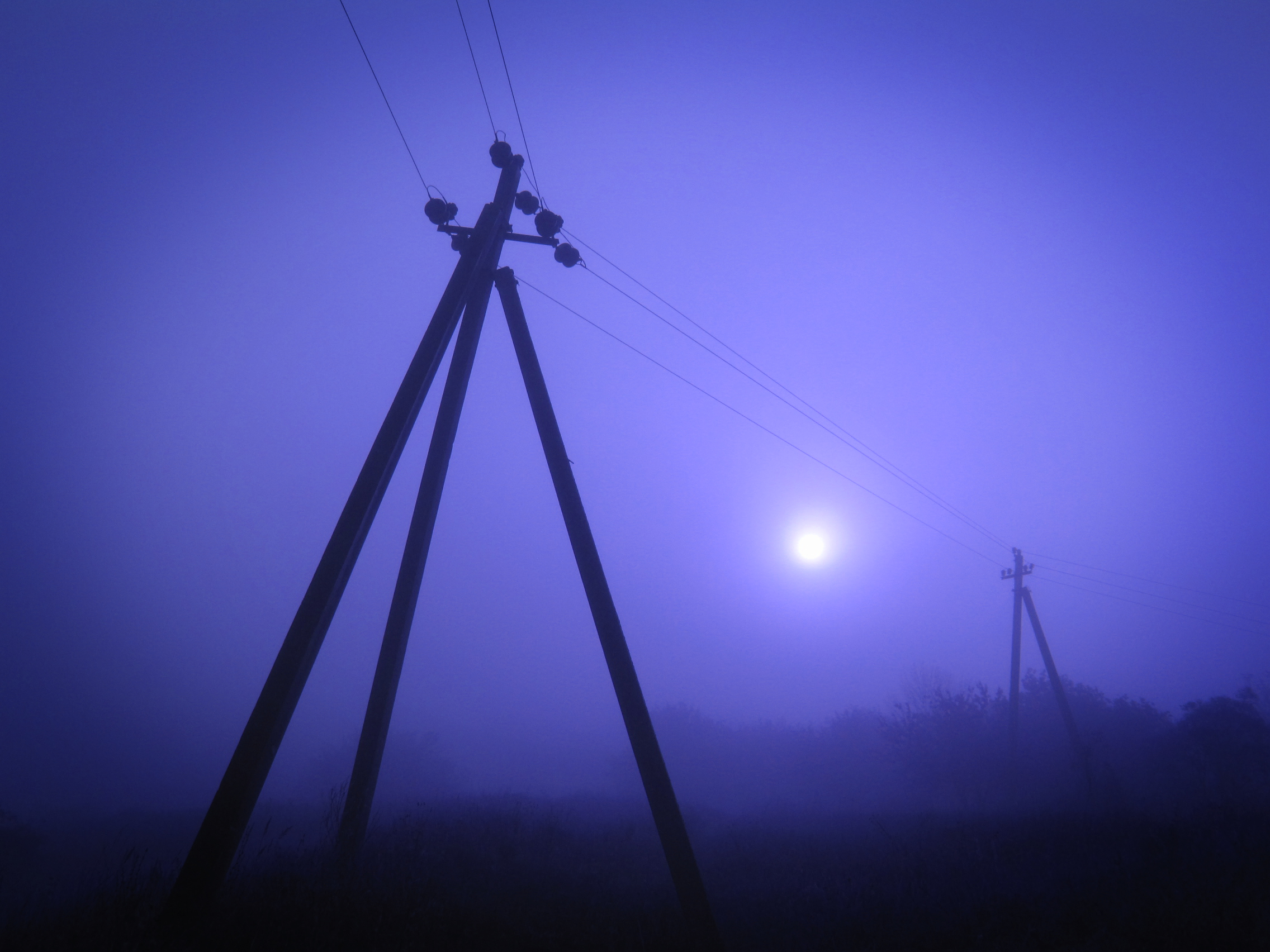
ЛЕП у Тунельній балці (жовтень 2010)

## Лоцманський залізничний тунель
Один із небагатьох залізничних тунелів у рівнинній частині України, який побудований у 1929 році завдовжки 860 метрів. Північний портал тунелю розташований у Тунельній балці. Перед тим, як в'їхати на приміському поїзді в тунель, у ньому вмикається внутрішнє освітлення, оскільки в самому тунелі дуже темно, лише періодично тьмяно мерехтять лампи, закріплені на склепіннях старого тунелю, який застав ще парову тягу. Через кілька хвилин приміський поїзд в'їжджає в навколишню частину Тунельної балки. Пейзаж тут докорінно відрізняється від того, який видно поблизу станції Зустрічний.

## Залізниця
Залізниця через балку була прокладена ще до Другої світової війни — у 1930-ті роки, разом з відкриттям тунелю, який призначений для проходу шляху крізь довгий пагорб, вздовж якого в наші дні йдуть Запорізьке шосе і донедавна  йшла під'їзна залізнична колія в Авіаторське (Міжнародний аеропорт «Дніпро»).
- Електропоїзд ЕР1-107 прямує через Тунельну балку
- Електровоз ВЛ8м-1234 з вантажним поїздом у Тунельній балці
- Електропоїзд ЕР1-221 прямує у тунель через балку
- Електровоз ЧС2-066 біля платформи Тунельна

Дільниця Апостолове — Дніпро-Лоцманська, яка пролягає через балку була введена в експлуатацію у 1929 році, яка пізніше була електрифікована. У 1930-ті роки через Тунельну балку прямували вантажні поїзди під управлінням новенькими потужними паровозами ФД, але це були не єдині вантажні локомотиви — періодично проходили легкі склади, які курсували під тягою паровозів СО, що надійшли у локомотивне депо станції Нижньодніпровськ-Вузол у 1935 році, частково витіснивши паровози серії Е.
У 1970—1980 роках у Тунельній балці можна було побачити вантажні тепловози ТЕ3, яким поступово на зміну приходили новенькі 2ТЕ116, зрідка проходили маневрові ТЕМ1 й ЧМЕ3, пасажирські локомотиви ЧС1, ЧС2, ТЕП60, а пізніше і ЧС7. З відходом паровозів серії СО, ФД та електровозів ВЛ22м, основними вантажними локомотивами стали ВЛ8, що експлуатуються тут з 1960-х років і понині.

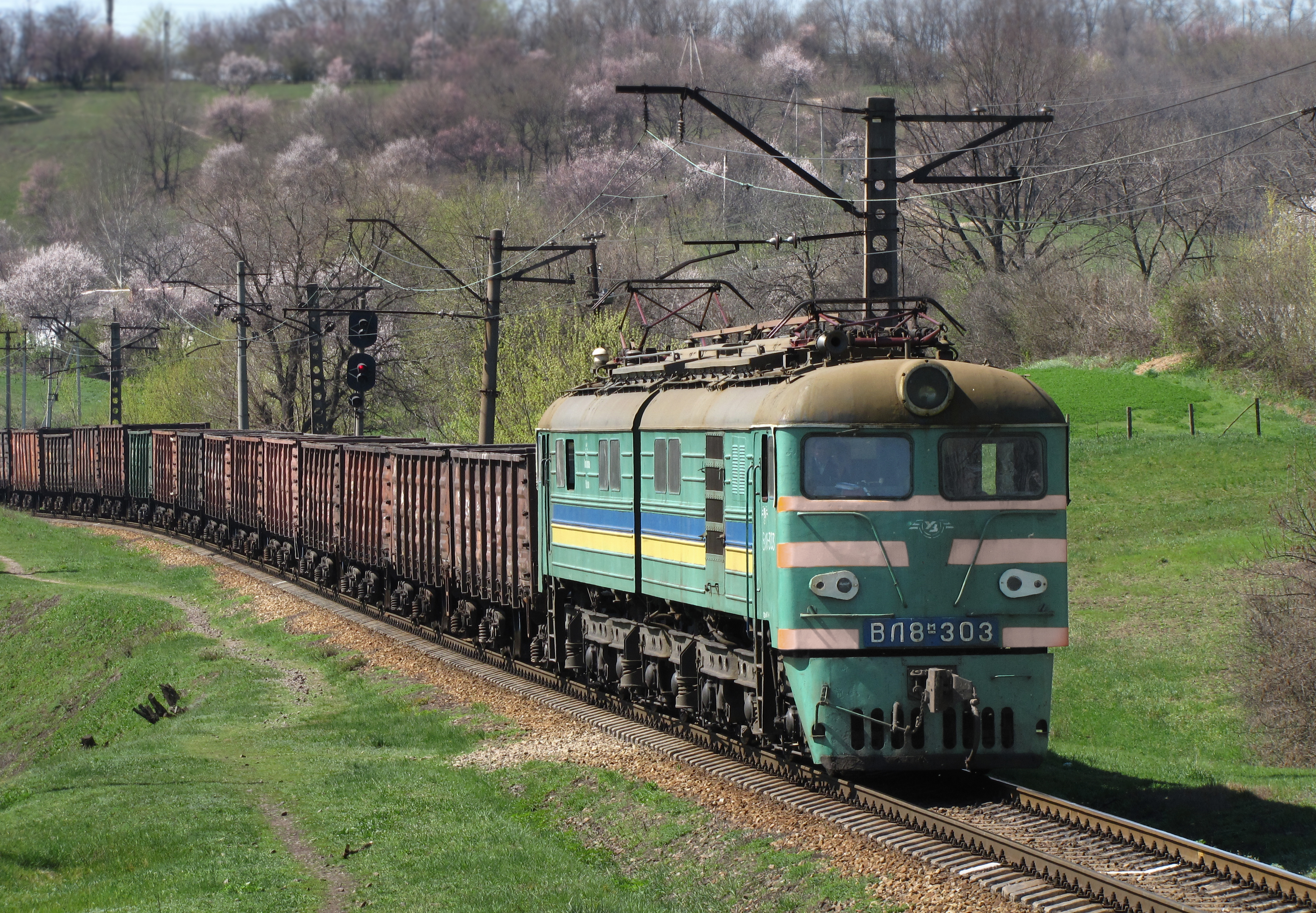
Електровоз ВЛ8м-303 з вантажним поїздом
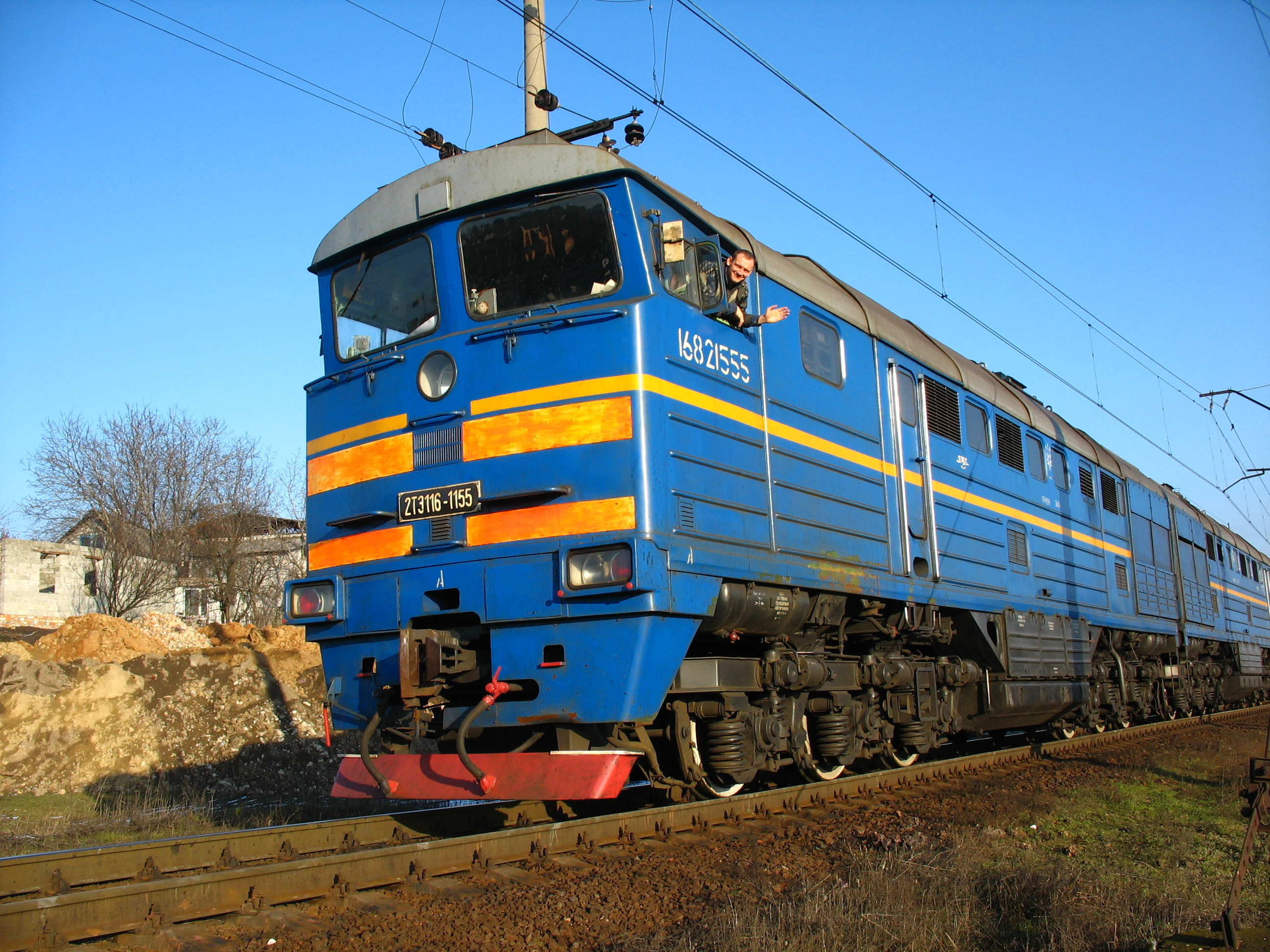
Тепловоз 2ТЕ116-1155 у платформи Тунельна
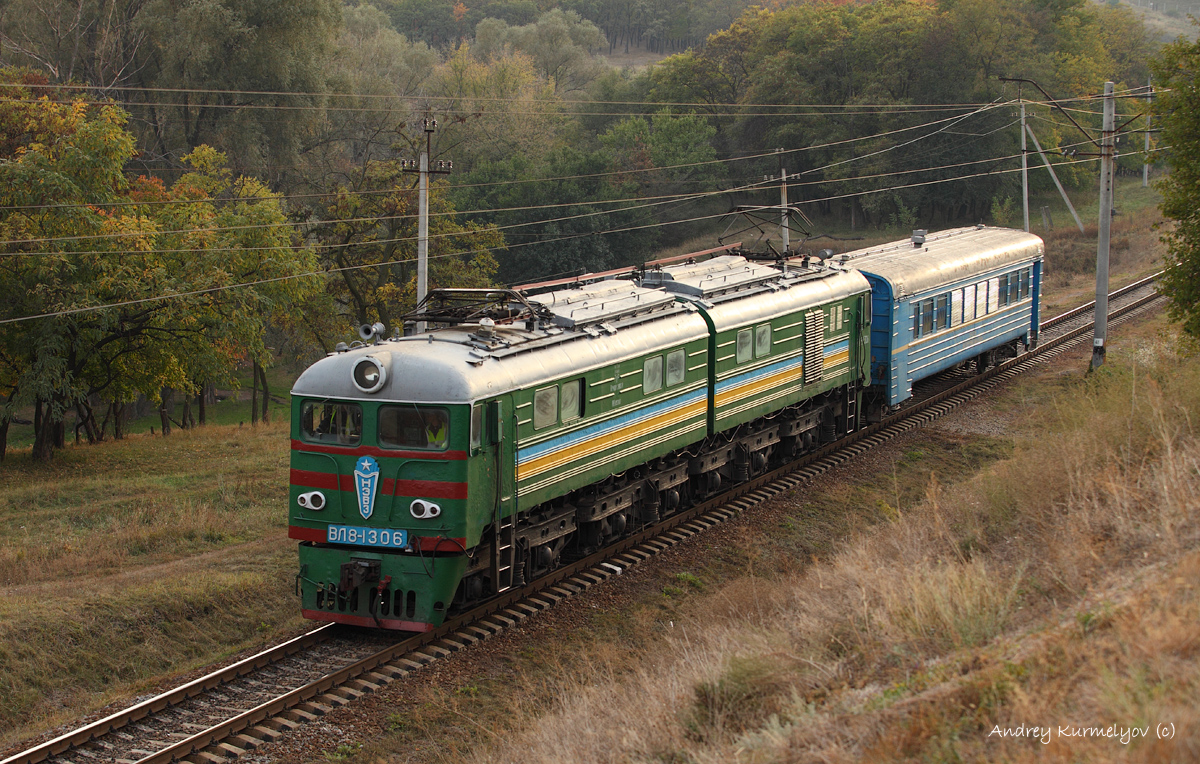
ВЛ8-1306 з вагоном для змащування рейок
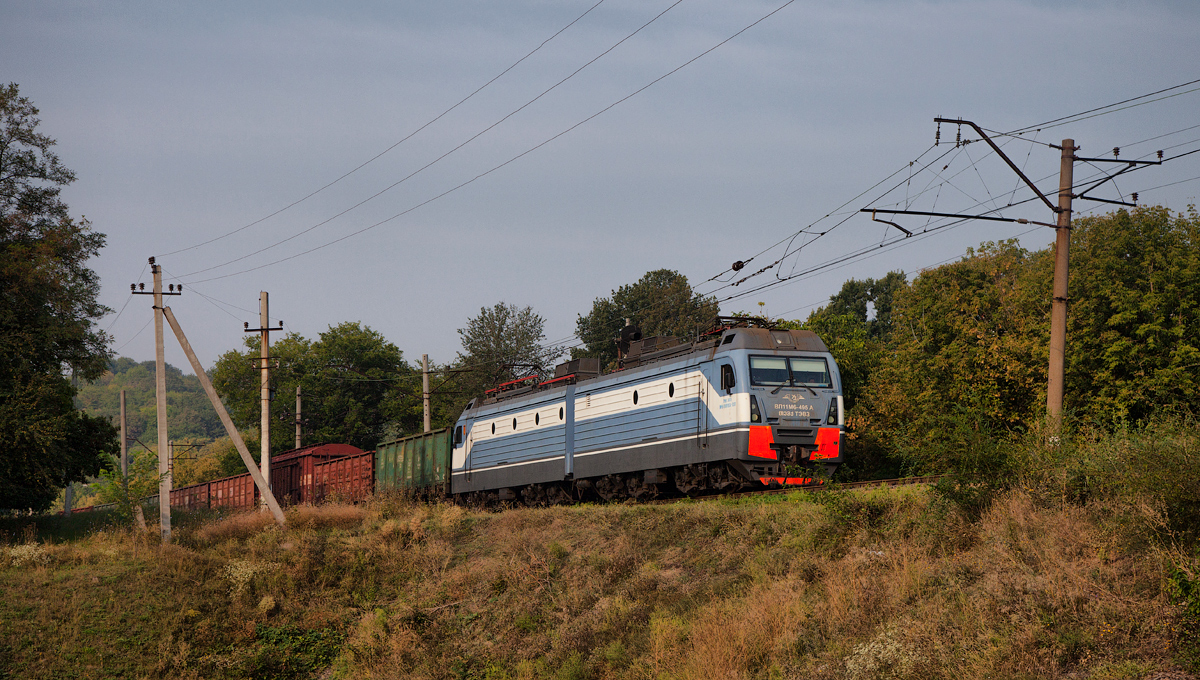
ВЛ11М6-1306 з вантажним поїздом у балці
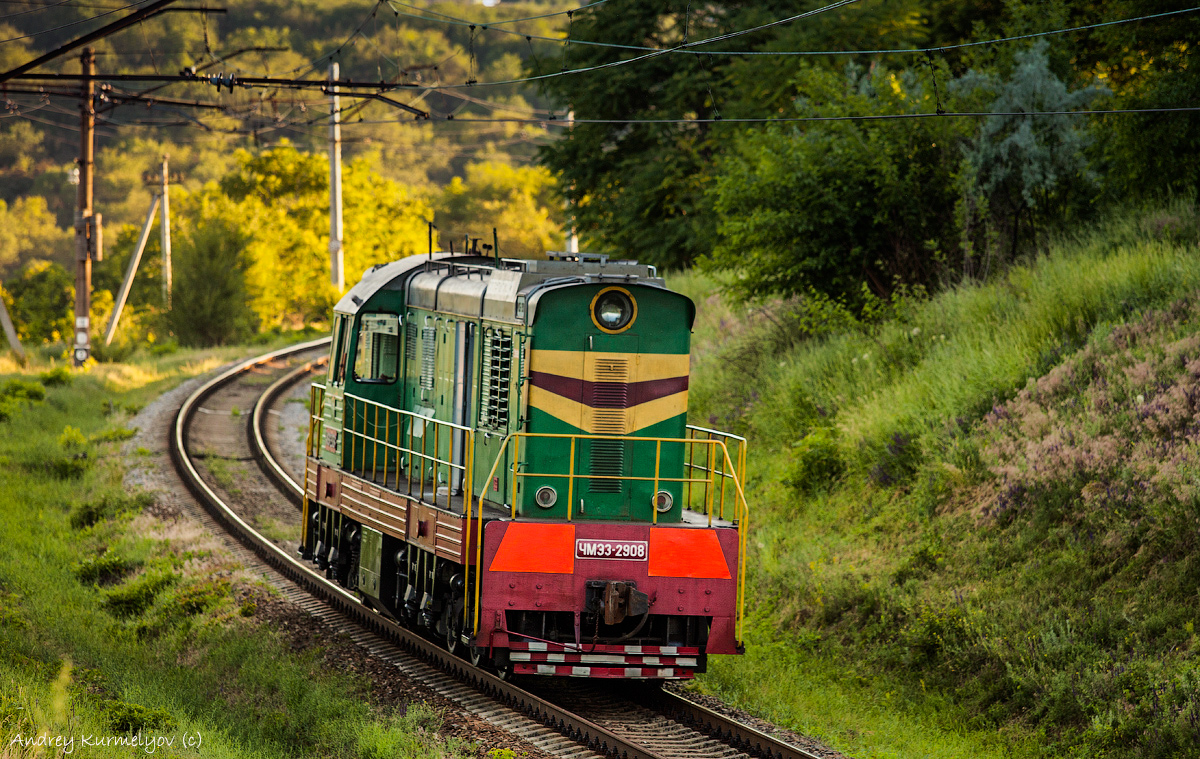
ЧМЕ3-2908
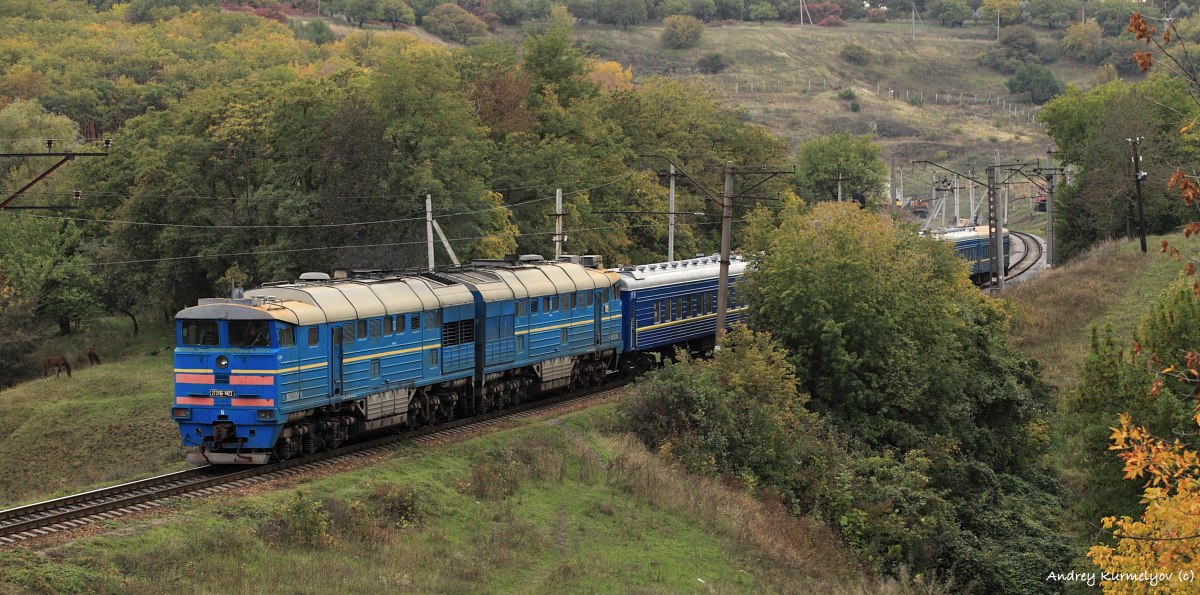
2ТЕ116-1423 з приміським поїздом у балці

З середини 1990-х років через Тунельну балку прямують все ті ж електровози ВЛ8 та ВЛ8м із вантажними поїздами, а тепловози 2ТЕ116 ведуть приміські поїзди сполученням Дніпро-Лоцманська — Апостолове і понині.
У 1998 році в Тунельній балці вперше був помічений перший український магістральний електровоз ДЕ1-001.